# Černá blata
Černá blata jsou přírodní památka východně od obce Dešov v okrese Třebíč. Oblast spravuje Krajský úřad Kraje Vysočina. Výměra je 5,76 ha, ale celková plocha včetně ochranného pásma je 10,65 ha. Důvodem ochrany je přirozený bukový porost.